# Pseudocandona stagnalis
Pseudocandona stagnalis är en kräftdjursart som först beskrevs av Georg Ossian Sars 1890.  Pseudocandona stagnalis ingår i släktet Pseudocandona och familjen Candonidae. Inga underarter finns listade i Catalogue of Life.